# Linia kolejowa nr 833
Linia kolejowa nr 833 – zelektryfikowana, jednotorowa linia kolejowa o długości 5,489 km. Łączy rozjazd R41 z rozjazdem R92 na stacji Warszawa Praga.